# Casimiro José Marques de Abreu
Casimiro José Marques de Abreu, adesea doar Casimiro de Abreu (n. 4 ianuarie 1839 – d. 18 octombrie 1860) a fost poet, romancier și dramaturg brazilian, adept al mișcării „Ultra-Romantism”. Este foarte bine cunoscut pentru poezia "Meus oito anos".
Casimiro de Abreu este patronul celui de-al șaselea scaun al Academia Braziliene de Litere. În 1999, piatra funerară a lui Casimiro de Abreu a fost spartă de o persoană care nu a fost descoperită.

## Viață și activitate
Casimiro de Abreu s-a născut la 4 ianuarie 1839, în orașul Barra de São João (rebotezat „Casimiro de Abreu,” în onoarea sa, în 1925), din fermierii bogați portughezi, José Joaquim Marques de Abreu și Luísa Joaquina das Neves. A primit doar o educație de bază la Instituto Freeze, în Nova Friburgo, unde l-a cunoscut și s-a împrietenit cu Pedro Luís Pereira de Sousa. Urmând ordinele tatălui său, s-a mutat la Rio de Janeiro în 1852 pentru a se dedica comerțului, activitate pe care o ura.

### Portugalia
Cu tatăl său, a călătorit în Portugalia în 1853. Acolo și-a început cariera literară, scriind pentru mai multe ziare (cum ar fi O Progresso și Ilustração Luso-Brasileira) și colaborând cu Alexandre Herculano și Luís Augusto Rebelo da Silva, printre alții. În timpul șederii sale în Portugalia, de Abreu a scris primele sale lucrări: piesa de teatru Camões e o Jau (influențată de poemul lui Almeida Garrett numit chiar Camões), romanul Carolina, publicat sub forma foileton, si primele capitole ale unui roman pe care nu avea sa-l termine niciodata, Camila.

### Brazilia
În 1857, s-a întors la Rio, unde a devenit colaborator la ziarele A Marmota, O Espelho, Revista Popular și Correio Mercantil. În timp ce lucra pentru acesta din urmă, i-a cunoscut pe Manuel Antônio de Almeida și Machado de Assis.
În 1859, a publicat cea mai faimoasă lucrare a sa, cartea de poeme „As Primaveras” („Primăvara”). Publicarea sa a fost finanțată de tatăl său, deși acesta dezaproba vocația literară a lui Casimiro.
Suferind de tuberculoză, care era atunci o boală mortală, Casimiro s-a mutat în Nova Friburgo pentru a-și reveni, dar a murit la vârsta de 21 de ani, pe 18 octombrie 1860.

## Lucrări
- 1856 - Camões e o Jau — Camões și Jau
- 1856 - Carolina
- 1856 - Camila (roman neterminat)
- 1857 - A Virgem Loura: Páginas do Coração — Fecioara blondă: Paginile inimii
- 1859 - As Primaveras — Primăvara